# الرحلة رقم 015 لشركة الخطوط الجوية الكورية
الرحلة رقم 015 التابعة لشركة الخطوط الجوية الكورية هي رحلة ركاب مجدولة كانت تُشغّل بواسطة طائرة من طراز بوينغ 747-200، انطلقت من مطار لوس أنجلوس الدولي في الولايات المتحدة متجهة إلى مطار غيمبو الدولي في سيول، كوريا الجنوبية، مع توقف وسيط في أنكوراج، ألاسكا. في 19 نوفمبر 1980، تحطمت الطائرة أثناء محاولتها الهبوط في مطار غيمبو، مما أسفر عن مقتل 15 شخصًا من أصل 226 راكبًا وعضوًا من الطاقم كانوا على متنها. وقد أدى الحادث إلى تدمير الطائرة بشكل كامل، مما جعل إصلاحها مستحيلًا.

## الطائرة
الطائرة المعنية كانت من طراز بوينغ 747-2B5B، ولم يمضِ على دخولها الخدمة سوى أقل من عام. كانت مسجلة تحت الرقم HL7445، ومزودة بأربعة محركات من طراز برات آند ويتني JT9D-7Q. وكان الرقم التسلسلي المُصنعي للطائرة (MSN) هو 21773/366.

## الحادث
الطقس هادئًا والرؤية محدودة إلى 1000 متر بسبب الضباب، عندما كانت طائرة بوينغ 747 التابعة للخطوط الجوية الكورية تقترب من المدرج رقم 14 في مطار غيمبو الدولي. قبل وقت قصير من الهبوط، أبلغ الطيار عن وجود مشاكل في أجهزة التحكم. هبطت الطائرة على بعد 90 مترًا قبل بداية المدرج واصطدمت بمنحدر على جانب المدرج. تضررت حجرة الشحن بعد أن ضغطت عليها عجلات الهبوط الرئيسية. انزلقت الطائرة على بطنها على طول المدرج واندلع حريق. أُخلي الركاب والطاقم، لكن الحادث أسفر عن وفاة ستة من أفراد الطاقم وتسعة من الركاب، بالإضافة إلى إصابة أربعة ركاب بجروح خطيرة.

## السبب
تحطمت الطائرة قبل الوصول إلى المدرج بسبب خطأ من الطاقم في ظروف رؤية منخفضة، وتعقدت الحالة بسبب صعوبة الطاقم في التحكم بالطائرة.